# Джанис Вос
Джанис Илейн Форд Вос (на английски: Janice Elaine Ford Voss) е американски инженер и астронавт от НАСА, ветеран от пет космически полета.

## Образование
Джанис Вос е завършила Minnechaug Regional High School през 1972 г. През 1976 г. получава бакалавърска степен по електроинженерство от Университета Пардю, Индиана. През 1977 г. получава магистърска степен по електроинженерство и компютърни науки от Масачузетски технологичен институт, Кеймбридж, Масачузетс. В същото висше учебно заведение защитава докторат по аеронавтика и астронавтика през 1987 г.

## Служба в НАСА
Джанис Вос е избрана за астронавт от НАСА на 17 януари 1990 г., Астронавтска група №13. Участник е в пет космически полета:
| Космически полети на Джанис Илейн Ф. Вос                | Космически полети на Джанис Илейн Ф. Вос | Космически полети на Джанис Илейн Ф. Вос | Космически полети на Джанис Илейн Ф. Вос | Космически полети на Джанис Илейн Ф. Вос | Космически полети на Джанис Илейн Ф. Вос | Космически полети на Джанис Илейн Ф. Вос |
| №                                                       | Дата                                     | КК                                       | Емблема на мисията                       | Функции                                  | Продължителност                          |                                          |
| ------------------------------------------------------- | ---------------------------------------- | ---------------------------------------- | ---------------------------------------- | ---------------------------------------- | ---------------------------------------- | ---------------------------------------- |
| 1                                                       | 21 юни 1993                              | „Индевър“, мисия STS-57                  |                                          | Специалист по полезния товар             | 9 денонощия 23 часа 44 мин. 54 сек.      |                                          |
| 2                                                       | 3 февруари 1995                          | „Дискавъри“, мисия STS-63                |                                          | Специалист по полезния товар             | 8 денонощия 6 часа 28 мин. 15 сек.       |                                          |
| 3                                                       | 4 април 1997                             | „Колумбия“, мисия STS-83                 |                                          | Специалист по полезния товар             | 3 денонощия 23 часа 13 мин. 38 сек.      |                                          |
| 4                                                       | 1 юли 1997                               | „Колумбия“, мисия STS-94                 |                                          | Специалист по полезния товар             | 15 денонощия 16 часа 45 мин. 29 сек.     |                                          |
| 5                                                       | 11 февруари 2000                         | „Индевър“, мисия STS-99                  |                                          | Специалист по полезния товар             | 11 денонощия 5 часа 39 мин. 41 сек.      |                                          |
| Сумарно време в космоса – 49 денонощия 3 часа 49 минути |                                          |                                          |                                          |                                          |                                          |                                          |

## Административна дейност в НАСА
От октомври 2004 до ноември 2007 г. Джанис Вос е Директор на научния департамент на НАСА.

## Личен живот
Джанис Вос се разболява от рак на гърдата през 2009 г. На 6 февруари 2012 г. умира в Скотсдейл, Аризона на 56-годишна възраст.

## Награди
- Медал на НАСА за участие в космически полет (5).